# Horloge à palettes
 (signalé en mai 2025).
Si vous disposez d'ouvrages ou d'articles de référence ou si vous connaissez des sites web de qualité traitant du thème abordé ici, merci de compléter l'article en donnant les références utiles à sa vérifiabilité et en les liant à la section « Notes et références ».
- Archive Wikiwix
- Bing
- Cairn
- DuckDuckGo
- E. Universalis
- Gallica
- Google
- G. Books
- G. News
- G. Scholar
- Persée
- Qwant
- (zh) Baidu
- (ru) Yandex
- (wd) trouver des œuvres sur Wikidata

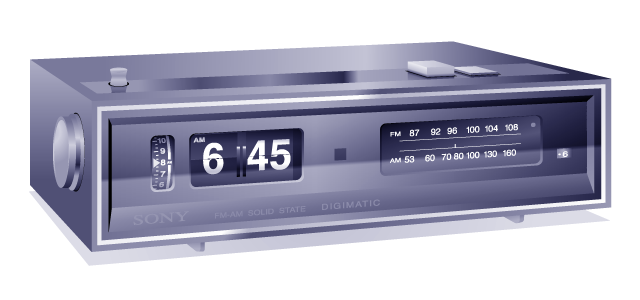
Un réveille-matin (Sony Digimatic 8FC-59W) de 1969 avec un des premiers affichages numériques.

Une horloge analogique avec affichage numérique (aussi appelé  "horloge à palettes") est une horloge qui montre l'information dans le format numérique sur un afficheur à palettes, mais en comptant le temps de manière analogique.

## Gallery

Animation du fonctionnement d'une horloge à palettes
Schéma du mécanisme
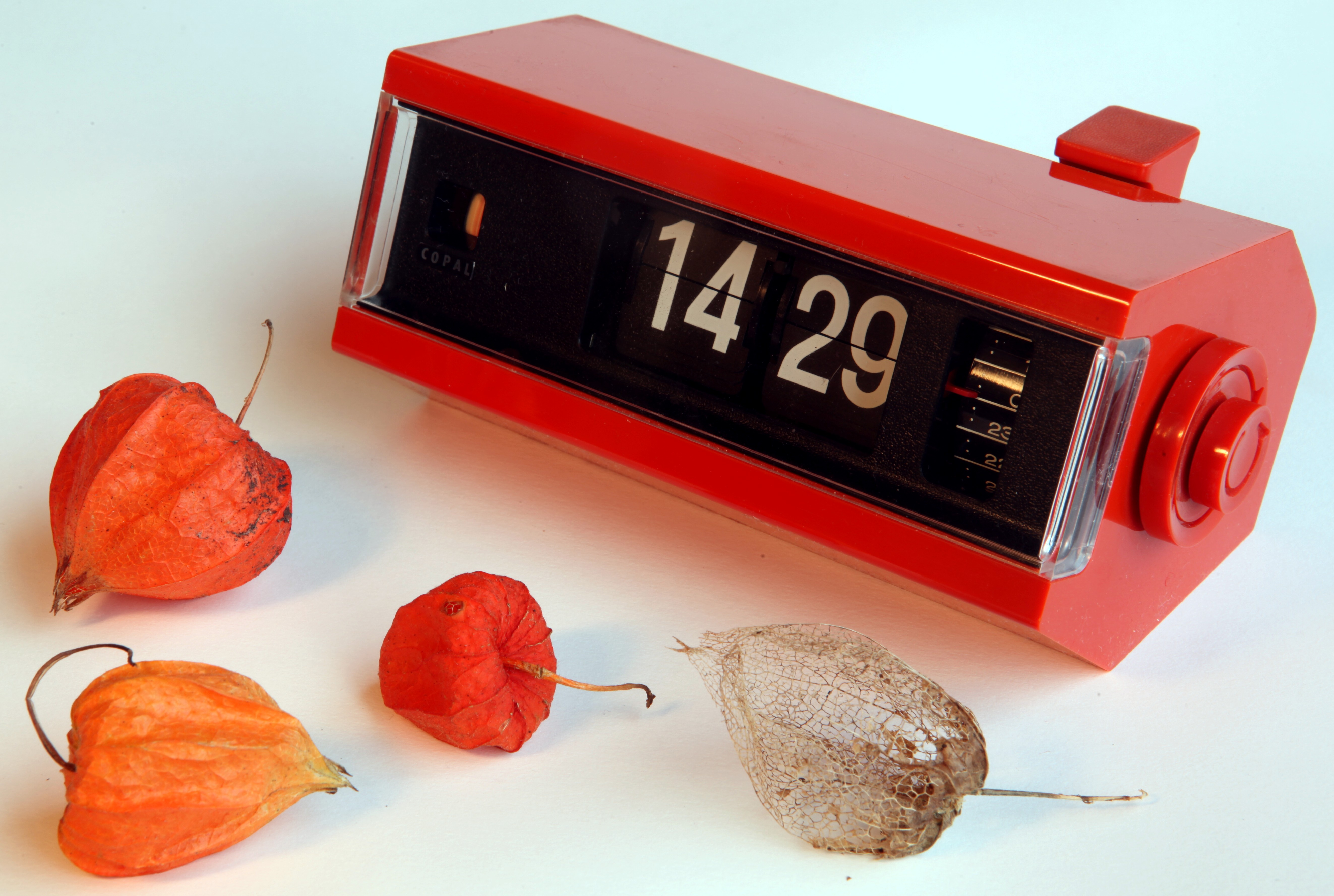
Horloge électronique japonaise (années 1970)
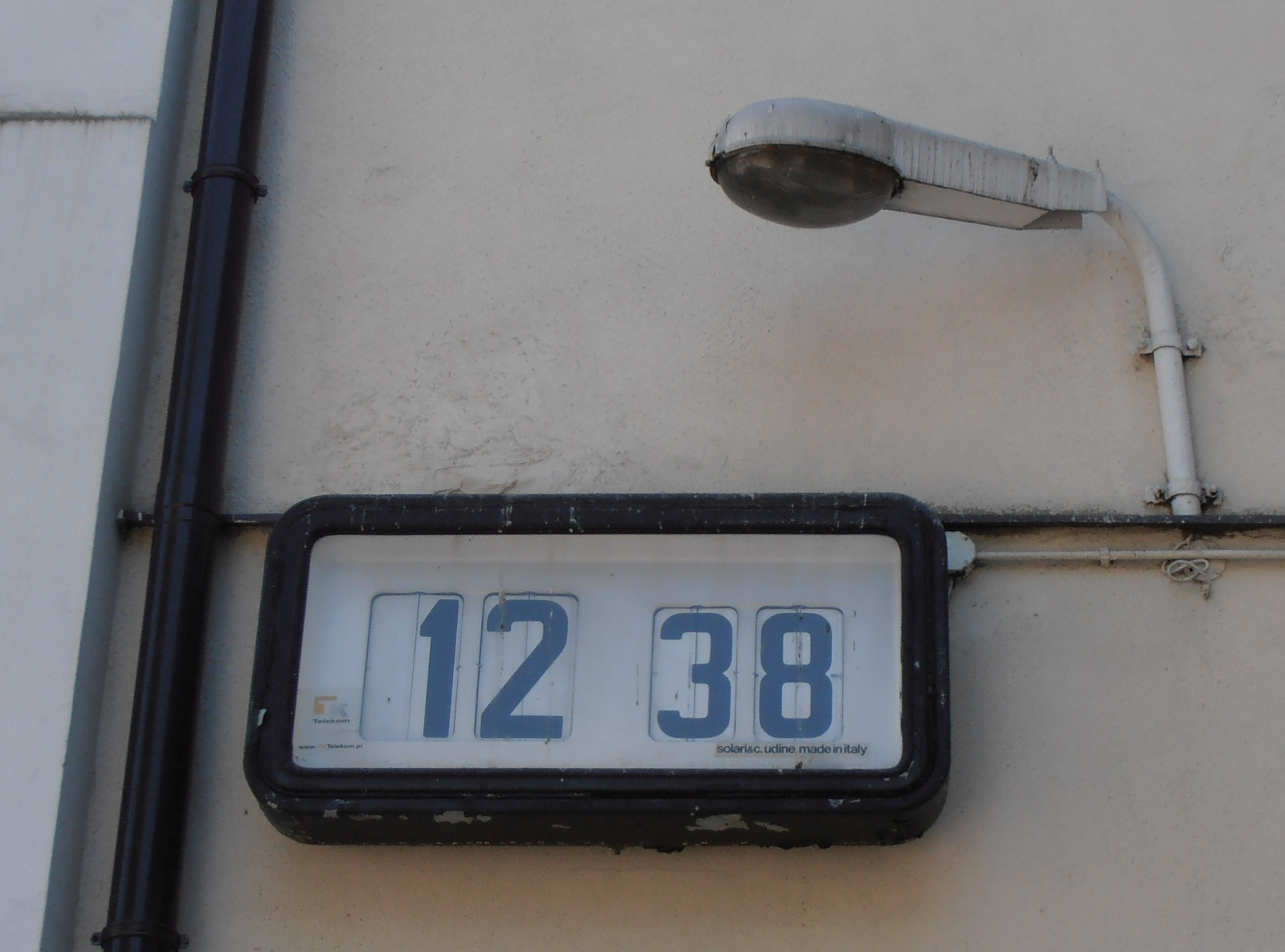
Horloge murale